# Razvoj svjetskog rekorda na 100 m
Utrka na 100 m je najklasičnija atletska disciplina. To je ujedno i najkraća sportska disciplina, eksplozija snage i brzine, prema kojoj se mjere mnogi parametri sportskih, i uopće fizičkih, dostignuća čovjeka.
Ako uzmemo da su Olimpijske igre najveći sportski događaj na svijetu, tada je olimpijsko finale na 100 m njihov klimaks, najveći događaj igara, bljesak od 10-ak sekundi koji se ponavlja svake četiri godine. Olimpijska pobjeda na 100 m je najcjenjenija (već i samim tim što tu nastupi daleko najviše natjecatelja, a dovoljan je tijekom utrke samo jedan mali "kiks" da sav četverogodišnji trud padne u vodu), za laike je ona najupečatljivija, a olimpijski pobjednik (pa i pobjednica) na 100 m prije svih ulaze u sportsku povijest. 
Prvi svjetski rekord na 100 m (u atletici) priznat je od IAAF (International Association of Athletics Federations - Međunarodna atletska federacija), 1912. godine.

## Ručno mjereno
| Vrijeme | Atletičar                | Nac.                   | Mjesto                              | Datum               |
| ------- | ------------------------ | ---------------------- | ----------------------------------- | ------------------- |
| 10,6    | Don Lippincott           | SAD                    | Stockholm, Švedska                  | 6. srpnja 1912.     |
| 10,6    | Jackson Scholz           | SAD                    | Stockholm, Švedska                  | 16. rujna 1920.     |
| 10,4    | Charlie Paddock          | SAD                    | Redlands, California, SAD           | 23. travnja 1921.   |
| 10,4    | Eddie Tolan              | SAD                    | Stockholm, Švedska                  | 8. kolovoza 1929.   |
| 10,4    | Eddie Tolan              | SAD                    | Kopenhagen, Danska                  | 25. kolovoza 1929.  |
| 10,3    | Percy Williams           | CAN                    | Toronto, Ontario, Kanada            | 9. kolovoza 1930.   |
| 10,3    | Eddie Tolan              | SAD                    | Los Angeles, Kalifornija, SAD       | 1. kolovoza 1932.   |
| 10,3    | Ralph Metcalfe           | SAD                    | Budimpešta, Mađarska                | 12. kolovoza 1933.  |
| 10,3    | Eulace Peacock           | SAD                    | Oslo, Norveška                      | 6. kolovoza 1934.   |
| 10,3    | Chris Berger             | Nizozemska             | Amsterdam, Nizozemska               | 26. kolovoza 1934.  |
| 10,3    | Ralph Metcalfe           | SAD                    | Osaka, Japan                        | 15. rujna 1934.     |
| 10,3    | Ralph Metcalfe           | SAD                    | Dairen, Kina                        | 23. rujna 1934.     |
| 10,3    | Takanori Yoshioka        | Japan                  | Tokio, Japan                        | 15. lipnja 1935.    |
| 10,2    | Jesse Owens              | SAD                    | Chicago, Illinois, SAD              | 20. lipnja 1936.    |
| 10,2    | Harold Davis             | SAD                    | Compton, Kalifornija, SAD           | 6. lipnja 1941.     |
| 10,2    | Lloyd LaBeach            | Panama                 | Fresno, Kalifornija, SAD            | 15. svibnja 1948.   |
| 10,2    | Barney Ewell             | SAD                    | Evanston, Illinois, SAD             | 9. srpnja 1948.     |
| 10,2    | Emmanuel McDonald Bailey | Velika Britanija       | Beograd, Jugoslavija                | 25. kolovoza 1951.  |
| 10,2    | Heinz Fütterer           | SR Njemačka            | Yokohama, Japan                     | 31. listopada 1954. |
| 10,2    | Bobby Joe Morrow         | SAD                    | Houston, Teksas, SAD                | 19. svibnja 1956.   |
| 10,2    | Ira Murchison            | SAD                    | Compton, Kalifornija, SAD           | 1. lipnja 1956.     |
| 10,2    | Bobby Joe Morrow         | SAD                    | Bakersfield, Kalifornija, SAD       | 22. lipnja 1956.    |
| 10,2    | Ira Murchison            | SAD                    | Los Angeles, Kalifornija, SAD       | 29. lipnja 1956.    |
| 10,2    | Bobby Joe Morrow         | SAD                    | Los Angeles, Kalifornija, SAD       | 29. lipnja 1956.    |
| 10,1    | Willie Williams          | SAD                    | Berlin, Njemačka                    | 3. kolovoza 1956.   |
| 10,1    | Ira Murchison            | SADA                   | Berlin, Njemačka                    | 4. kolovoza 1956.   |
| 10,1    | Leamon King              | SAD                    | Ontario, Kalifornija, SAD           | 20. listopada 1956. |
| 10,1    | Leamon King              | SAD                    | Santa Ana, Kalifornija, SAD         | 27. listopada 1956. |
| 10,1    | Ray Norton               | SAD                    | San Jose, Kalifornija, SAD          | 18. travnja 1959.   |
| 10,0    | Armin Hary               | SRNj                   | Zürich, Švicarska                   | 21. lipnja 1960.    |
| 10,0    | Harry Jerome             | Kanada                 | Saskatoon, Saskatchewan, Kanada     | 15. srpnja 1960.    |
| 10,0    | Horacio Esteves          | Venezuela              | Caracas, Venezuela                  | 15. kolovoza 1964.  |
| 10,0    | Bob Hayes                | SAD                    | Tokio, Japan                        | 15. listopada 1964. |
| 10,0    | Jim Hines                | SAD                    | Modesto, Kalifornija, SAD           | 27. svibnja 1967.   |
| 10,0    | Enrique Figuerola        | Kuba                   | Budimpešta, Mađarska                | 17. lipnja 1967.    |
| 10,0    | Paul Nash                | Južnoafrička Republika | Krugersdorp, Južnoafrička Republika | 2. travnja 1968.    |
| 10,0    | Oliver Ford              | SAD                    | Albuquerque, Novi Meksiko, SAD      | 31. svibnja 1968.   |
| 10,0    | Charles Greene           | SAD                    | Sacramento,Kalifornija, SAD         | 20. lipnja 1968.    |
| 10,0    | Roger Bambuck            | Francuska              | Sacramento,Kalifornija, SAD         | 20. lipnja 1968.    |
| 9,9     | Jim Hines                | SAD                    | Sacramento,Kalifornija, SAD         | 20. lipnja 1968.    |
| 9,9     | Ronnie Ray Smith         | SAD                    | Sacramento,Kalifornija, SAD         | 20. lipnja 1968.    |
| 9,9     | Charles Greene           | SAD                    | Sacramento,Kalifornija, SAD         | 20. lipnja 1968.    |
| 9,9     | Eddie Hart               | SAD                    | Eugene, Oregon, SAD                 | 1. srpnja 1972.     |
| 9,9     | Reynaud Robinson         | SAD                    | Eugene, Oregon, SAD                 | 1. srpnja 1972.     |
| 9,9     | Steve Williams           | SAD                    | Los Angeles, Kalifornija, SAD       | 21. lipnja 1972.    |
| 9,9     | Silvio Leonard           | Kuba                   | Ostrava, Čehoslovačka               | 5. lipnja 1975.     |
| 9,9     | Steve Williams           | SAD                    | Siena, Italija                      | 16. srpnja 1975.    |
| 9,9     | Steve Williams           | SAD                    | Berlin, SR Njemačka                 | 22. kolovoza 1975.  |
| 9,9     | Steve Williams           | SAD                    | Gainesville, Florida, SAD           | 27. ožujka 1976.    |
| 9,9     | Harvey Glance            | SAD                    | Columbia, Južna Carolina, SAD       | 3. travnja 1976.    |
| 9,9     | Harvey Glance            | SAD                    | Baton Rouge, Louisiana, SAD         | 1. svibnja 1976.    |
| 9,9     | Don Quarrie              | Jamajka                | Modesto, Kalifornija, SAD           | 22. svibnja 1976.   |

## Elektronski mjereno
| Vrijeme | Atletičar      | Nac.    | Mjesto                          | Datum               |
| ------- | -------------- | ------- | ------------------------------- | ------------------- |
| 9,95    | Jim Hines      | SAD     | Mexico City, Meksiko            | 14. listopada 1968. |
| 9,93    | Calvin Smith   | SAD     | Colorado Springs, Colorado, SAD | 3. srpnja 1983.     |
| 9,93    | Carl Lewis     | SAD     | Rim, Italija                    | 30. kolovoza 1987.  |
| 9,92    | Carl Lewis     | SAD     | Seoul, Južna Koreja             | 24. rujna 1988.     |
| 9,90    | Leroy Burrell  | SAD     | New York, New York, SAD         | 14. lipnja 1991.    |
| 9,86    | Carl Lewis     | SAD     | Tokio, Japan                    | 25. kolovoza 1991.  |
| 9,85    | Leroy Burrell  | SAD     | Lausanne, Švicarska             | 6. srpnja 1994.     |
| 9,84    | Donovan Bailey | Kanada  | Atlanta, Georgia, Georgia, SAD  | 29. srpnja 1996.    |
| 9,79    | Maurice Greene | SAD     | Atena, Grčka                    | 16. lipnja 1999.    |
| 9,77    | Asafa Powell   | Jamajka | Atena, Grčka                    | 14. lipnja 2005.    |
| 9,74    | Asafa Powell   | Jamajka | Rieti, Italija                  | 9. rujna 2007.      |
| 9,72    | Usain Bolt     | Jamajka | New York, SAD                   | 31. svibnja 2008.   |
| 9,69    | Usain Bolt     | Jamajka | Peking, Kina                    | 16. kolovoza 2008.  |
| 9,58    | Usain Bolt     | Jamajka | Berlin, Njemačka                | 16. kolovoza 2009.  |

- Ben Johnson je istrčao 9,79 u Seulu 1988. i 9,83 u Rimu 1987. (rezultati brisani zbog dopinga)
- Tim Montgomery je istrčao 9,78 u Parizu 2002. (rezultat poništen zbog dopinga)
- Justin Gatlin je istrčao 9,77 u Dohi 12. svibnja 2006. (rezultat poništen zbog dopinga)